# 風雲 (気象衛星)
風雲 (Fēngyún 略：FY) は、中国気象局（CMA）と中国国家リモートセンシングセンター（NRSCC）が運用する中華人民共和国の気象衛星。極軌道衛星であるFY-1/3シリーズと、静止衛星のFY-2/4シリーズの二種類の衛星で構成されている。
1988年より現在まで極軌道衛星9機、静止衛星10機が打ち上げられており、今後は2033年までにFY-3を7機、FY-2の後継となるFY-4を5機を打ち上げる計画となっている。

## 風雲1号（FY-1）
風雲1号（FY-1）シリーズは、中国の極軌道気象衛星である。1988年から2002年にかけて4機の衛星が打ち上げられ、2012年まで運用された。極軌道気象衛星シリーズは後継の風雲3号へ移行した。衛星の開発は中国国家航天局が担当し、ミッション要件定義、地上システムの開発、衛星運用は中国気象局が行った。衛星は3軸安定方式で設計寿命は2年である。

### 観測機器
- マルチチャンネル可視赤外放射計（MVISR, Multichannel Visible Infrared Scanning Radiometer）
- 宇宙環境モニタ（SEM, Space Environment Monitor）

| 打ち上げ年月日 | 略称  | 軌道 | 運用状態                                                                |
| -------------- | ----- | ---- | ----------------------------------------------------------------------- |
| 1988年9月6日   | FY-1A | SSO  | 運用終了（1988-10-16）                                                  |
| 1990年9月3日   | FY-1B | SSO  | 運用終了（1991-08-05）                                                  |
| 1999年5月10日  | FY-1C | SSO  | 運用終了（2004-04-26）、2007年1月11日、人工衛星破壊実験の標的として破壊 |
| 2002年5月15日  | FY-1D | SSO  | 運用終了（2012-04-01）                                                  |

### 人工衛星破壊実験による風雲1号Cの破壊

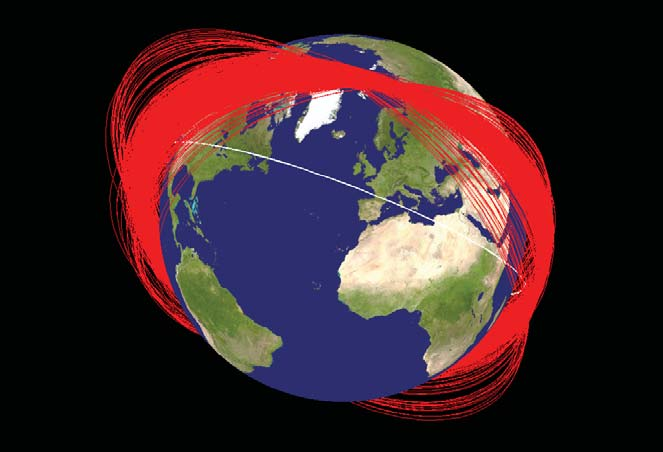
破壊された風雲1号Cによる主なスペースデブリの軌道（赤線）。白線は国際宇宙ステーションの軌道。

風雲1号C (FY-1C) は風雲1号シリーズの3号機で、1999年5月10日、長征4B型により極軌道の高度870kmに投入された。分解能1.1kmの多波長イメージャーを搭載した気象衛星で、打ち上げ時の重量は約960kg、設計寿命は2年とされている（公表値）。
2007年1月11日の弾道ミサイルによる人工衛星破壊実験の標的となり、観測可能なものだけで2,841個以上という、大量のスペースデブリを発生させた。これによって生じたデブリは軌道高度約800kmと高いため、大気圏への突入に時間がかかることからISSや他の衛星への接近など大きな脅威になっている。2013年1月22日に破片がロシアの小型衛星BLITSに衝突し、使用不能になっていると見られる事が同年3月8日に発表されたが、後にこれは風雲1号Cとは無関係の破片であることが分かった。

## 風雲2号（FY-2）
風雲2号（FY-2）シリーズは、中国の静止気象衛星である。2024年6月現在、FY-2G/Hの2機が軌道上で運用されている。
衛星はGMSやGOES(初期型)などと同じスピン安定方式であり、直径は2.10m、高さ1.60mの円筒形である。重量は1380kg（打ち上げ時、3号機以降）、スピンレートは100±1rpmで、撮影はスピン・スキャン方式が採用されている。
1994年に1号機（FY-2）が打ち上げ試験中に発射台で破壊され、2号機であるFY-2Aが1997年に打ち上げられた。これまでに8機が打ち上げられた。

### 観測機器
- データ収集サービス（DCS, Data Collection Service）
- 可視赤外回転走査放射計（S-VISSR, Stretched Visible and Infrared Spin Scan Radiometer）
- 宇宙環境モニタ（SEM, Space Environment Monitor）
- 太陽X線モニタ（SXM, Solar X-ray monitor） - FY-2F以降に搭載

| 打ち上げ年月日 | 略称  | 軌道       | 運用状態                                     |
| -------------- | ----- | ---------- | -------------------------------------------- |
| N/A            | FY-2  | ー         | 1994年4月2日、射点で燃料充填中に爆発して破壊 |
| 1997年6月1日   | FY-2A | GEO 105°E  | 運用終了（1998-04-08）                       |
| 2000年6月25日  | FY-2B | GEO 105°E  | 運用終了（2004-09-01）                       |
| 2004年10月19日 | FY-2C | GEO 105°E  | 運用終了（2009-11-23）                       |
| 2006年12月8日  | FY-2D | GEO 80.6°E | 運用終了（2015-06-30)                        |
| 2008年12月23日 | FY-2E | GEO 105°E  | 運用終了（2018-12-31）                       |
| 2012年1月13日  | FY-2F | GEO 112°E  | 運用終了（2022-04-01）                       |
| 2014年12月31日 | FY-2G | GEO 86.5°E | 運用中                                       |
| 2018年6月5日   | FY-2H | GEO 86.5°E | 運用中                                       |

## 風雲3号（FY-3）
風雲3号（FY-3）シリーズは、風雲1号の後継となる極軌道気象衛星である。2021年7月現在、3機（FY-3B/C/D）が運用中で、2025年までに更に4機が打ち上げられる予定である。衛星は3軸安定方式で設計寿命は5年（FY-3A/Bのみ2年）である。
| 打ち上げ年月日 | 略称  | 軌道 | 運用状態   |
| -------------- | ----- | ---- | ---------- |
| 2008年5月27日  | FY-3A | SSO  | 運用終了   |
| 2010年11月4日  | FY-3B | SSO  | 運用中     |
| 2013年9月22日  | FY-3C | SSO  | 運用中     |
| 2017年11月14日 | FY-3D | SSO  | 運用中     |
| 2021年7月4日   | FY-3E | SSO  | 試験運用中 |
| 2023年（予定） | FY-3F | SSO  | 計画中     |
| 2023年（予定） | FY-3G | 未定 | 計画中     |
| 2024年（予定） | FY-3H | SSO  | 計画中     |
| 2025年（予定） | FY-3I | SSO  | 計画中     |
| 2025年（予定） | FY-3J | 未定 | 計画中     |

## 風雲3号 降雨観測衛星（FY-3G/J）
風雲3号 降雨観測衛星（FY-3G/J）は、計画中の極軌道気象衛星である。旧名はFY-3RM-1/2。全球降水観測計画主衛星と同様のKu/Kaバンド降水レーダーを搭載し、低緯度熱帯地域の多頻度観測を行う。2023年および2025年の打ち上げが計画されている。衛星は3軸安定方式で設計寿命は3年である。
| 打ち上げ年月日 | 略称  | 軌道 | 運用状態 |
| -------------- | ----- | ---- | -------- |
| 2023年（予定） | FY-3G | 未定 | 計画中   |
| 2025年（予定） | FY-3J | 未定 | 計画中   |

## 風雲4号（FY-4）
風雲4号（FY-4）シリーズは、風雲2号の後継となる静止気象衛星である。2025年から2033年にかけて5機の打ち上げが計画されている。衛星は3軸安定方式で設計寿命は7年（FY-4Aは5年）
現在運用中のFY-4A、FY-4Bにはそれぞれ、大気鉛直の気温分布と水蒸気量を立体測定できる「ハイパースペクトル赤外サウンダ」が搭載されている。4Aには計器の校正不足によるデータ品質に問題があったが、4Bでは改良が加えられた。また同時に宇宙環境を観測するため電子線や陽子線検知センサー、帯電センサーが搭載されている。その他雷光センサーや(太陽由来)極端紫外線-X線測定器が搭載されている。
中国気象局傘下の中国国立衛生気象センターは2017年10月11日、FY-4Aによって日本国内の火山噴火を監視できることを明らかにした。
| 打ち上げ年月日 | 略称  | 軌道 | 運用状態 |
| -------------- | ----- | ---- | -------- |
| 2016年12月10日 | FY-4A | GEO  | 運用中   |
| 2021年6月2日   | FY-4B | GEO  | 運用中   |
| 2025年（予定） | FY-4C | GEO  | 計画中   |
| 2026年（予定） | FY-4D | GEO  | 計画中   |
| 2027年（予定） | FY-4E | GEO  | 計画中   |
| 2030年（予定） | FY-4F | GEO  | 計画中   |
| 2033年（予定） | FY-4G | GEO  | 計画中   |